# Polícaro de Mesenia
Polícaro fue un atleta de Mesenia que ganó el stadion (carrera) en las cuartas Olimpiadas Antiguas en 764 a. C. El stadion  (aproximadamente 180 metros) era la única competición celebrada durante las primeras trece Olimpíadas.
Según Pausanias, Polícaro estuvo involucrado en el estallido de la primera guerra de Mesenia, luego de que un espartano saqueara su propiedad y matara a su hijo. Cuándo los reyes de Esparta rechazaron castigar al culpable, Polícaro decidió tomar venganza, provocando así la guerra mencionada, que hacía tiempo era aguardada por ambas partes.